# Stade des Trois-Frères-Zerga
 (novembre 2018).
Si vous disposez d'ouvrages ou d'articles de référence ou si vous connaissez des sites web de qualité traitant du thème abordé ici, merci de compléter l'article en donnant les références utiles à sa vérifiabilité et en les liant à la section « Notes et références ».
Le stade des Trois-Frères-Zerga (en arabe : ملعب ثلاثة أخوة زرقة) est un stade de football situé dans la ville de Tlemcen. C’est l’un des plus anciens stades d'Algérie. Il peut accueillir 6 000 spectateurs.

## Histoire
Le stade municipal de Tlemcen fut inauguré le 11 juin 1939 sous l'administration coloniale française par le gouverneur général d'Algérie:  M. Le Beau, accompagné par le maire de la ville de Tlemcen M. Valeur et le sous-préfet Lestrade-Carbonel.      
Un tournoi de football fut organisé pour l'occasion. Les équipes ayant participé à cet événement qui a commencé la veille sont: l'USFAT (Tlemcen), le Gallia Club Oranais (GCO), le Club des Joyeusetés (CDJ) Oran et l'Union sportive musulmane oranaise (USMO).      
La finale fut remportée par l'USFAT face au CDJ sur le score de 4 à 3. Le stade fut renommé après l'indépendance de l'Algérie: stade des Frères-Zerga, à la mémoire des trois frères morts durant la guerre d'Algérie.     